# École Blot
L'École Blot est un établissement privé d’enseignement technique et artistique d’Arts appliqués fondé à Reims en 1925 par Eugène Blot.
Première école consacrée à la peinture décorative créée en France, l’École Blot a été reconnue d’utilité publique en 1928.

## Histoire

### 1925-1959: Début et héritage d'Eugène Blot
En 1925, Eugène Blot, artiste peintre et peintre en décors, créée le premier établissement français d’enseignement en la matière : l’Institut spécial de peinture décorative de Reims,.
Né en 1883 en Côte-d'Or, Eugène Blot a exercé plusieurs activités : peintre-décorateur, dessinateur, graphiste, lettriste, portraitiste… Il obtient le titre d’Officier de l’Instruction publique en 1932 puis est promu lauréat de l’Exposition internationale de l’artisanat en 1938[réf. souhaitée].
Initialement spécialisée dans la formation au dessin et à la peinture décorative (trompe-l’œil, lettrages peints, faux-bois, faux-marbres…), l’école est en 1928 reconnue d’Utilité publique pour sa promotion des valeurs esthétiques et culturelles de la décoration,.
D'abord installée au 28 Rue du Barbâtre à Reims, l’école déménage par la suite rue Chanzy afin de s’agrandir. Elle accueille plus d’une cinquantaine d’élèves par promotion au milieu du XXe siècle .
À son départ en retraite en 1959, Eugène Blot confie la direction de l’école à l’un de ses anciens élèves, Jean Giacomino[réf. souhaitée].

### Depuis 2001: Évolutions récentes et Redéfinition
En 2001, l’école a été reprise par Aurélie Darsonval, une ancienne élève. Une nouvelle équipe est créée, composée principalement de professionnels ayant été formés et diplômés de l’école. 
La disparition en 2018 du titre professionnel de peintre en décors, auquel l’école Blot donnait accès, a conduit à une modification de son offre de formation[Laquelle ?].
En 2019, Alexandre Cocco devient le nouveau directeur de l'école[pertinence contestée]. 
En 2020, racheté par l'EDAA (Ecole à Distance d'Arts Appliqués), l’école déménage rue Gaston-Boyer, pour pouvoir accueillir davantage d’élèves et différencier son approche de formation. À la formation historique en peinture décorative s’ajoutent de nouvelles thématiques en décoration intérieure et en arts appliqués,.

## Formations
L’école propose trois formations.  

### Peintre en décor
Proposé depuis la création de l’école, ce cursus consacré au métier de peintre décorateur est d'une durée de 7 à 8 mois. Il comprend des enseignements théoriques, l'apprentissage de compétences techniques telles que le lettrage peint, les techniques de faux-bois, de faux-marbre, etc.

### Décorateur d'intérieur
La formation de décoration d'intérieur vise à développer les compétences techniques et professionnelles nécessaires à l'aménagement intérieur. Deux modalités sont proposées : un cursus intensif d'une durée de 4 à 5 mois et un cours du soir sur 10 mois, comprenant une composante d'apprentissage à distance. 

### Prépa Artistique
La préparation artistique permet aux participants de définir leur projet, d'acquérir des compétences techniques, ainsi que de se préparer aux concours d'entrée en école supérieure.

## Anciens élèves
- Pierre-Paul Bertin, artiste franco-canadien
- Guy Coda, peintre et illustrateur français